# 相生町 (会津若松市)
相生町（あいおいまち）は、福島県会津若松市の町。郵便番号は965-0031。

## 概要
会津若松市街地の中部 - 北部に位置しており、西側の馬場本町と東側の旭町の間を町域とする。
町名は、博労町と中六日町を結ぶ横丁の名称、相生町による。

## 地理
会津盆地南東部に位置する会津地方の中心都市、会津若松市の北西部に位置する。周辺の地域とともに阿賀川の支流、湯川、溷川などやその支流により形成された扇状地上に発達した会津若松市街地の一部である。東は旭町、行仁町、西は昭和町、馬場本町、南は上町、北は蚕養町に接する。

## 歴史

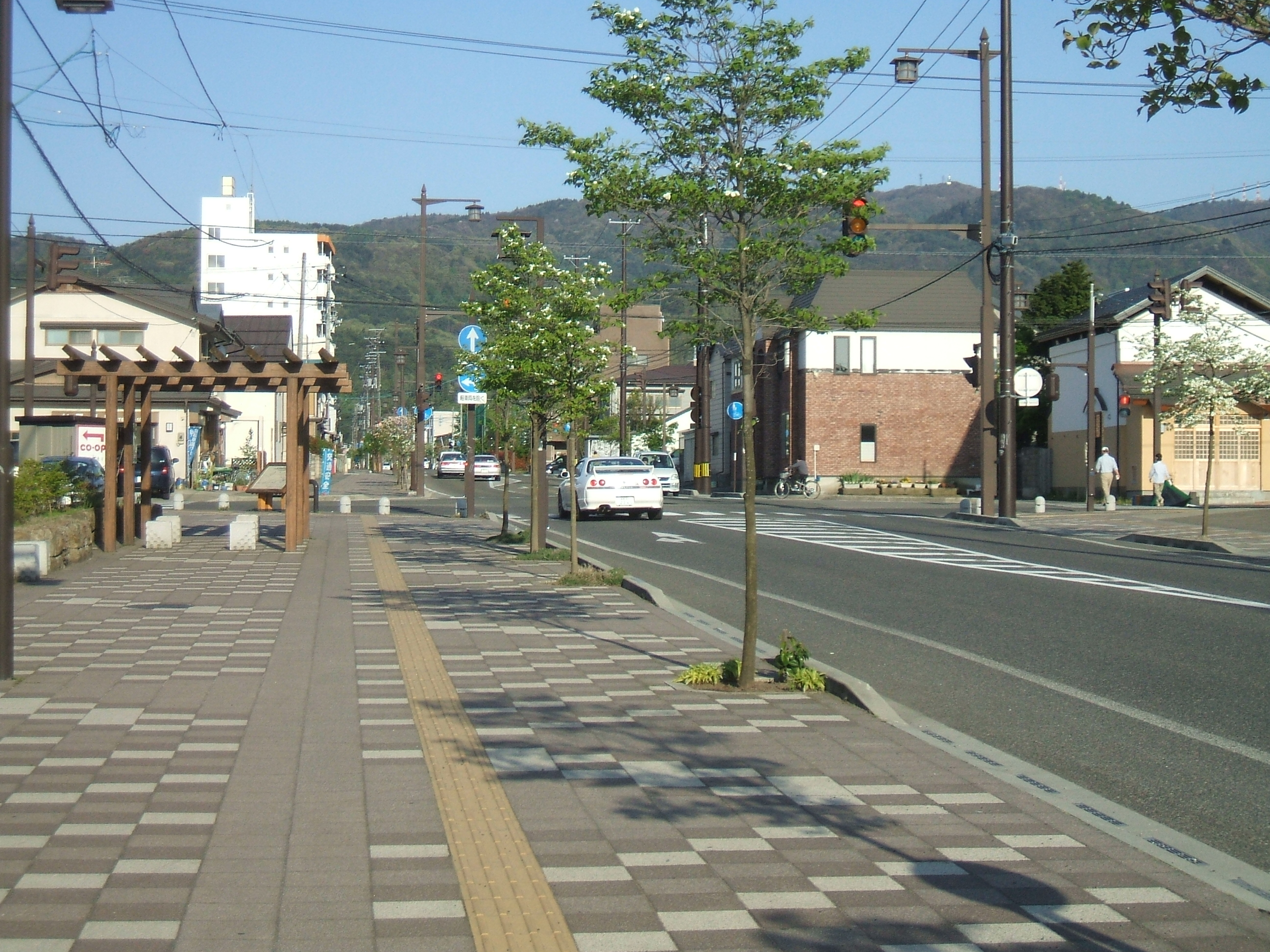
現在の五之町の様子

### 近世
江戸時代、会津藩によって周辺の地域が治められていた。当時、現在の相生町周辺には甲賀町（こうかまち）、博労町（ばくろうまち）、中六日町（なかむいかまち）、五之町（ごのまち）などが存在していた。

#### 各町の概要

##### 甲賀町
甲賀町（こうかまち）は若松城下の城郭外北部、当時の上町に属する町で、南側は甲賀町口、北側は滝沢組町に接する幅4間あまりの通りであった。傍出町として大工町があったほか、甲賀町は文禄年間の成立で、蒲生氏郷が日野（近江）から移住した商工業者を置いた町であるとされる。このため、かつては日野町と呼ばれていたが、加藤氏が甲賀町と改称したとされる。

##### 博労町
博労町（ばくろうまち）は若松城下の城郭外北部、当時の上町に属する町で、南側は六日町、北側は滝沢町に接する幅5間の通りであった。町名はかつて住民の多くが博労であったことによるとされる。また、当町は新町に属していた時期があった。新町とは蒲生氏郷による町割り以後にできた町で、文禄年間に新しくできたとされている。当町では馬市があったが、のちに行人町に移り、貞享年間には米屋、酒屋、塩屋、茶屋、麹屋、質屋、大工などの職業が見られている。

##### 中六日町
中六日町（なかむいかまち）は、若松城下の城郭外北部、当時の上町に属する町で、南側は本郷町、北側は滝沢組町に接する幅4間の通りであった。また、西側には博労町が位置していたほか、職人、商人などが多く住んでいたとされる。

##### 五之町
五之町（ごのまち）は、若松城下の城郭外北部、当時の上町に属する町で、西側の大町から馬場町を経て東側の中六日町に至る幅3間の通りであった。また、四之町の北に位置していたほか、五之町には元禄年間に移った臨済宗実相寺があった。西側の大町から馬場町までを下五之町、東側の馬場町から中六日町までを上五之町といった。

### 近代
明治時代に入ると、江戸時代からの若松城下の町は再編され、甲賀町に千軒道の一部が編入され、若松甲賀町となったほか、博労町は若松博労町、中六日町は若松六日町、五之町の一部が若松上五之町となった。また、これらの町名は、1889年まで「若松」を冠称していたが、その後は「若松」を冠称していない。その後、1889年に町村制の施行によりこれらの町は若松町の町となり、1899年には若松町の市制施行により若松市の町名となった。

### 現代
1951年の若松市による町北村を編入などを経て、1955年には当時の若松市と高野村、一箕村、神指村、門田村、東山村、大戸村、湊村が合併し、会津若松市となる。これより、甲賀町、博労町など周辺の町は同市の町となる。その後、1960年代に入ると会津若松市の住居表示が実施される。これにより、1966年に甲賀町、博労町、上五之町、中六日町のそれぞれ一部により相生町が誕生する。

## 町名の変遷
| 実施後 | 実施年月日               | 実施前           |
| ------ | ------------------------ | ---------------- |
| 相生町 | 1966年（昭和41年）9月1日 | 甲賀町（一部）   |
| 相生町 | 1966年（昭和41年）9月1日 | 博労町（一部）   |
| 相生町 | 1966年（昭和41年）9月1日 | 中六日町（一部） |
| 相生町 | 1966年（昭和41年）9月1日 | 上五之町（一部） |

## 世帯数と人口
2017年（平成29年）8月1日現在の世帯数と人口は以下の通りである。
| 町丁   | 世帯数  | 人口  |
| ------ | ------- | ----- |
| 相生町 | 261世帯 | 522人 |

## 交通

### バス
町内を通る会津若松市道で会津乗合自動車によるバスが運行されている。系統は以下の通り。
- 市内1コース
- 市内2コース
- 金堀線

## 施設

### 学校
- 若松第一高等学校

## 神社、寺院、史跡など

### 寺院
- 自在院